# María Agustina Rivas López
María Agustina Rivas López (Coracora, 13 de junio de 1920 – Pichanaqui, 27 de septiembre de 1990), conocida como Aguchita, fue una religiosa peruana de la Congregación de Nuestra Señora de la Caridad del Buen Pastor, dedicada a los niños y a los nativos. Fue víctima de la lucha anticatólica liderada por la organización terrorista Sendero Luminoso. Reconocida como mártir por la Iglesia Católica, fue beatificada el 7 de mayo de 2022.

## Vida religiosa
Nacida como Antonia Luzmila Rivas López, nació el 13 de junio de 1920 en Coracora, Perú. Sus padres fueron Dámaso Rivas de la Rosa y Modesta López Rojas y era la mayor de 11 hermanos. Fue prima hermana del obispo emérito de Ica, Guido Breña López. Cuando tenía 14 años, la enviaron a Lima para unirse a la escuela dirigida por las Hermanas del Buen Pastor. Atraída por la vida religiosa, se incorporó a esta misma congregación en 1941, en la que emitió sus votos el 8 de febrero de 1945 tomando el nombre de María Agustina. Vivió en Lima hasta 1988, donde se ocupó de los niños en particular, como educadora, catequista y enfermera. Viajó regularmente a las afueras para cuidar a los niños abandonados. Su experiencia la llevó a ser elegida varias veces como formadora de novicias.
En 1988, cuando el movimiento Sendero Luminoso continuaba con sus actividades terroristas, María Agustina fue enviada a la misión La Florida en el distrito de Pichanaqui de la región de Junín, Perú. Allí cuidó especialmente a las mujeres nativas. A pesar del clima de inseguridad cada vez mayor desarrollaba actividades que promovían una mejor educación para los niños y un mayor acceso a la alimentación y la salud.

## Martirio
El 27 de septiembre de 1990, los milicianos de Sendero Luminoso desembarcan en La Florida, y convocan a todos los habitantes a reunirse en la plaza principal. Sor María Agustina ofrece espontáneamente su vida a los milicianos a cambio de la liberación de los aldeanos. Al no encontrar a la superiora de la misión católica que querían matar, los milicianos tomaron a la hermana María Agustina y la ejecutaron sumariamente frente a los aldeanos. 
Sendero Luminoso no toleraba sacerdotes y monjas católicas, a los que acusaban de desviar las poblaciones de la revolución armada bajo su ideología marxista, la religión es el opio del pueblo. Los sacerdotes Michał Tomaszek, Zbigniew Strzałkowski y Alessandro Dordi, víctimas de este grupo terrorista, fueron beatificados en 2015.

## Veneración
La investigación canónica que recoge los elementos de la vida y muerte de Sor María Agustina comenzó el 4 de octubre de 2017 en la diócesis de San Ramón. El objetivo es demostrar su práctica ejemplar de las virtudes cristianas y su muerte por la fe.
El 22 de mayo de 2021, el papa Francisco reconoce la muerte in odium fidei (en odio de la fe) de sor María Agustina y firma el decreto que permite su beatificación. Ella fue beatificada el 7 de mayo de 2022 en la Iglesia de la Florida, donde descansan sus restos mortales.